# Metcalfiella ohausianum
Metcalfiella ohausianum är en insektsart som beskrevs av Schmidt 1906. Metcalfiella ohausianum ingår i släktet Metcalfiella och familjen hornstritar. Inga underarter finns listade i Catalogue of Life.